# Olha Lachowa
Olha Lachowa (ukr. Ольга Ляхова; ur. 18 marca 1992 w Rubiżnym) – ukraińska lekkoatletka specjalizująca się w biegu na 800 metrów. Okazjonalnie biega także w sztafecie 4 × 400 metrów.
Siódma zawodniczka mistrzostw świata do lat 17 z Bressanone (2009). W 2011 zajęła 5. miejsce w biegu na 800 metrów podczas juniorskich mistrzostw Europy w Tallinnie. Na początku 2013 została piątą zawodniczką halowych mistrzostw Europy. W tym samym roku sięgnęła po srebro młodzieżowych mistrzostw Starego Kontynentu oraz bez powodzenia w występie indywidualnym startowała na mistrzostwach świata w Moskwie. W 2014 biegła w eliminacjach sztafety 4 × 400 metrów podczas mistrzostw Europy w Zurychu. Zawodniczka nie znalazła się w składzie na bieg finałowy, a jej koleżanki z reprezentacji zdobyły brązowy medal. Trzy lata później startowała w dwóch konkurencjach w halowych mistrzostwach Europy w Belgradzie: w biegu na 800 m nie przebrnęła eliminacji, natomiast w sztafecie 4 × 400 metrów zdobyła brązowy medal. Srebrna medalistka uniwersjady z Tajpej (2017). Rok później wywalczyła brązowy medal na czempionacie kontynentu, a w 2019 podczas halowego odpowiednika zdobyła krążek z tego samego kruszcu.
Medalistka mistrzostw Ukrainy (także w biegu na 400 metrów) oraz reprezentantka kraju w drużynowym czempionacie Europy i meczach międzypaństwowych.

## Osiągnięcia
| Rok  | Impreza                                  | Miejsce        | Konkurencja        | Lokata     | Wynik           |
| ---- | ---------------------------------------- | -------------- | ------------------ | ---------- | --------------- |
| 2009 | Mistrzostwa świata juniorów młodszych    | Bressanone     | bieg na 800 m      | 7. miejsce | 2:05,67         |
| 2010 | Mistrzostwa świata juniorów              | Moncton        | bieg na 800 m      | eliminacje | 2:09,24         |
| 2011 | Mistrzostwa Europy juniorów              | Tallinn        | bieg na 800 m      | 5. miejsce | 2:07,16         |
| 2013 | Halowe mistrzostwa Europy                | Göteborg       | bieg na 800 m      | 5. miejsce | 2:02,12         |
| 2013 | Superliga drużynowych mistrzostw Europy  | Gateshead      | bieg na 800 m      | 3. miejsce | 2:02,30         |
| 2013 | Młodzieżowe mistrzostwa Europy           | Tampere        | bieg na 800 m      | 2. miejsce | 2:01,90         |
| 2013 | Młodzieżowe mistrzostwa Europy           | Tampere        | sztafeta 4 × 400 m | 4. miejsce | 3:31,14         |
| 2013 | Mistrzostwa świata                       | Moskwa         | bieg na 800 m      | eliminacje | 2:00,98         |
| 2013 | Mistrzostwa świata                       | Moskwa         | sztafeta 4 × 400 m | 5. miejsce | 3:27,38         |
| 2014 | Halowe mistrzostwa świata                | Sopot          | bieg na 800 m      | eliminacje | 2:02,71         |
| 2014 | Mistrzostwa Europy                       | Zurych         | sztafeta 4 × 400 m | 2. miejsce | 3:24,32 (elim.) |
| 2015 | Mistrzostwa świata                       | Pekin          | bieg na 800 m      | półfinał   | 1:58,94         |
| 2015 | Mistrzostwa świata                       | Pekin          | sztafeta 4 × 400 m | 6. miejsce | 3:25,94         |
| 2016 | Igrzyska olimpijskie                     | Rio de Janeiro | bieg na 800 m      | eliminacje | 2:03,02         |
| 2017 | Halowe mistrzostwa Europy                | Belgrad        | bieg na 800 m      | eliminacje | 2:06,33         |
| 2017 | Halowe mistrzostwa Europy                | Belgrad        | sztafeta 4 × 400 m | 3. miejsce | 3:32,10         |
| 2017 | Superliga drużynowych mistrzostw Europy  | Lille          | bieg na 800 m      | 1. miejsce | 2:03,09         |
| 2017 | Superliga drużynowych mistrzostw Europy  | Lille          | sztafeta 4 × 400 m | 2. miejsce | 3:28,02         |
| 2017 | Mistrzostwa świata                       | Londyn         | bieg na 800 m      | eliminacje | 2:02,07         |
| 2017 | Uniwersjada                              | Tajpej         | bieg na 800 m      | 2. miejsce | 2:03,11         |
| 2018 | Halowe mistrzostwa świata                | Birmingham     | bieg na 800 m      | eliminacje | 2:03,81         |
| 2018 | Mistrzostwa Europy                       | Berlin         | bieg na 800 m      | 3. miejsce | 2:00,79         |
| 2019 | Halowe mistrzostwa Europy                | Glasgow        | bieg na 800 m      | 3. miejsce | 2:03,24         |
| 2019 | Mecz Europa – USA                        | Mińsk          | bieg na 800 m      | 2. miejsce | 2:04,90         |
| 2019 | Mistrzostwa świata                       | Doha           | bieg na 800 m      | półfinał   | 2:00,72         |
| 2019 | Mistrzostwa świata                       | Doha           | sztafeta 4 × 400 m | 6. miejsce | 3:27,48         |
| 2022 | Mistrzostwa świata                       | Eugene         | bieg na 800 m      | eliminacje | 2:02,16         |
| 2022 | Mistrzostwa Europy                       | Monachium      | bieg na 800 m      | eliminacje | 2:02,91         |
| 2023 | II dywizja drużynowych mistrzostw Europy | Chorzów        | bieg na 1500 m     | 4. miejsce | 4:10,99         |
| 2023 | Mistrzostwa świata                       | Budapeszt      | bieg na 800 m      | eliminacje | 2:03,11         |

## Rekordy życiowe
- bieg na 400 metrów – 52,05 (2013)
- bieg na 800 metrów (stadion) – 1:58,64 (2015)
- bieg na 800 metrów (hala) – 2:00,92 (2017)
- bieg na 1000 metrów – 2:37,46 (2018)